# Allopauropus corsicus
Allopauropus corsicus är en mångfotingart som beskrevs av Paul Auguste Remy 1940. Allopauropus corsicus ingår i släktet småfåfotingar, och familjen fåfotingar. Inga underarter finns listade i Catalogue of Life.